# Daniel Amora
Daniel Lopes Amora (Belo Horizonte, 20 ottobre 1987) è un ex calciatore brasiliano, di ruolo centrocampista.

## Carriera
Ha giocato nella massima serie saudita e in quella emiratina, e nella seconda divisione brasiliana.

## Statistiche

### Presenze e reti nei club
Statistiche aggiornate al 12 agosto 2021.
| Stagione               | Squadra                | Campionato             | Campionato | Campionato | Coppe nazionali | Coppe nazionali | Coppe nazionali | Coppe continentali | Coppe continentali | Coppe continentali | Altre coppe | Altre coppe | Altre coppe | Totale | Totale |
| Stagione               | Squadra                | Comp                   | Pres       | Reti       | Comp            | Pres            | Reti            | Comp               | Pres               | Reti               | Comp        | Pres        | Reti        | Pres   | Reti   |
| ---------------------- | ---------------------- | ---------------------- | ---------- | ---------- | --------------- | --------------- | --------------- | ------------------ | ------------------ | ------------------ | ----------- | ----------- | ----------- | ------ | ------ |
| 2009                   | Águia de Marabá        | C                      | 6          | 0          |                 | -               | -               |                    | -                  | -                  |             | -           | -           | 6      | 0      |
| 2010                   | Águia de Marabá        | C                      | 5          | 0          |                 | -               | -               |                    | -                  | -                  |             | -           | -           | 5      | 0      |
| Totale Águia de Marabá | Totale Águia de Marabá | Totale Águia de Marabá | 11         | 0          |                 | -               | -               |                    | -                  | -                  |             | -           | -           | 11     | 0      |
| 2011                   | Grêmio Barueri         | A1/SP+B                | 11+1       | 0          | CB              | 4               | 0               |                    | -                  | -                  |             | -           | -           | 16     | 0      |
| 2011                   | Paysandu               | C                      | 7          | 0          |                 | -               | -               |                    | -                  | -                  |             | -           | -           | 7      | 0      |
| 2012                   | Guaratinguetá          | A1/SP                  | 3          | 0          |                 | -               | -               |                    | -                  | -                  |             | -           | -           | 3      | 0      |
| 2012                   | Águia de Marabá        | C                      | 10         | 0          |                 | -               | -               |                    | -                  | -                  |             | -           | -           | 10     | 0      |
| 2013                   | América-RN             | B                      | 18         | 0          | CB              | 3               | 1               |                    | -                  | -                  |             | -           | -           | 21     | 1      |
| 2014                   | ABC                    | PD/RN+B                | 14+30      | 0          | CB              | 9               | 0               |                    | -                  | -                  |             | -           | -           | 53     | 0      |
| 2015                   | ABC                    | PD/RN                  | 12         | 0          | CB              | 1               | 0               |                    | -                  | -                  |             | -           | -           | 13     | 0      |
| Totale ABC             | Totale ABC             | Totale ABC             | 56         | 0          |                 | 10              | 0               |                    | -                  | -                  |             | -           | -           | 66     | 0      |
| 2016                   | São Bernardo           | A1/SP                  | 9          | 0          |                 | -               | -               |                    | -                  | -                  |             | -           | -           | 9      | 0      |
| 2016                   | Sampaio Corrêa         | B                      | 4          | 0          |                 | -               | -               |                    | -                  | -                  |             | -           | -           | 4      | 0      |
| 2016-2017              | Al-Ra'ed               | PL                     | 25         | 0          |                 | -               | -               |                    | -                  | -                  |             | -           | -           | 25     | 0      |
| 2017-2018              | Al-Ra'ed               | PL                     | 19         | 3          |                 | -               | -               |                    | -                  | -                  |             | -           | -           | 19     | 3      |
| 2018-2019              | Al-Ra'ed               | PL                     | 29         | 0          |                 | -               | -               |                    | -                  | -                  |             | -           | -           | 29     | 0      |
| Totale Al-Raed         | Totale Al-Raed         | Totale Al-Raed         | 73         | 3          |                 | -               | -               |                    | -                  | -                  |             | -           | -           | 73     | 3      |
| 2019-2020              | Hatta Club             | PL                     | 19         | 0          |                 | -               | -               |                    | -                  | -                  |             | -           | -           | 19     | 0      |
| Totale carriera        | Totale carriera        | Totale carriera        | 222        | 3          |                 | 17              | 1               |                    | -                  | -                  |             | -           | -           | 239    | 4      |